# يطروفة غدية
يطروفة غدية أو أباب (الاسم العلمي:Jatropha glandulifera) هي نوع من النباتات تتبع جنس اليطروفة من الفصيلة الفربيونية.